# Вовчук, Иван Фёдорович
Иван Фёдорович Вовчук (настоящее имя — Федор Иванович Вовк; 18 сентября 1903 г. с. Очеретоватое, Хорольский уезд, Полтавская губерния — 14 мая 1979, Питтсбург, США) — украинский общественный и политический деятель, вице-президент УГВР, член Провода ОУН в эмиграции. За спасение семьи евреев был удостоен почётного звания праведника народов мира.

## Биография
Родился в бедной крестьянской семье Ивана Васильевича и Марии Захаровны Вовк. В 1926 г. окончил Харьковский институт народного образования и работал сотрудником научно-исследовательского института растениеводства в Харькове. Затем работал главным зоотехником совхоза «Гигант», директором школы на Харьковщине. Летом в 1936 г. переехал с семьей (женой — педагогом Елизаветой Максимовной Шкандель, 1902 года рождения и сыном Вадимом 1926 года рождения) в Никополь. Был назначен директором построенной средней школы № 29. Под его руководством был организован учебно-воспитательный процесс и внешкольная работа на высоком уровне.
В середине сентября 1941 года, после отступления советских войск от Днепра, немецкое военное командование в Никополе начало формировать городское и районное управление из числа местных жителей. В это же время в город прибыли члены Южной походной группы ОУН-Б Климишин Николай и Целевич-Стецюк Уляна. По рассказам учителей, которые проживали в Западной Украине, а до войны были в Никополе, они узнали, что здесь живёт директор школы, сознательный украинец Федор Вовк. Они разыскали его и предложили устроиться на работу в Никопольскую районную управу на должность руководителя сельхозуправы. В октябре 1941 г. Вовк участвовал в создании Никопольской ячейки «Просвита» имени Тараса Шевченко и её деятельности до лета 1942 г., когда общество было запрещено немецким гебитскомиссариатом.
После этого он создал тайную ячейку организации украинских националистов. В её задачи входила подпольная организационная и агитационная деятельность за идею Украинской Самостоятельной Единой Державы на Никопольщине. Вовк поддерживал связь с Никопольским окружным проводником ОУН под псевдонимом «Тиміш» и краевым проводником ОУН Юго-восточных украинских Земель в Днепропетровске Василием Куком (он же «Лемиш», полковник Коваль). Имея возможность посещать сёла и народные хозяйства Никопольского гебитскомиссариата во время организации посевных и сбора урожая, Вовк привлёк к тайной антинемецкой деятельности десятки местных жителей. В составе ячейки ОУН, которую он возглавлял, было до 40 человек.
Также Вовк способствовал созданию осенью 1941 г. Никопольской агрошколы, где обучалось до 300 юношей, организовал производство сельскохозяйственной техники для обработки земли в промышленной артели, с помощью сообщников скрывал часть хлеба для населения, помогал сокрытию молодёжи от вывоза в Германию.
По показаниям членов ОУН Вовк был арестован гестапо по подозрению в саботаже, но после пыток учитель был отпущен. Во время операций немецкой зондеркоманды по истреблению еврейского населения Никополя осенью 1941 г., Вовк вместе со своей женой и учительницей Марией Мизиной спасли от расстрела педагога Сару Бакст, её мать, сына, племянника и мужа-украинца (по другим данным, в операции по спасению участвовала и учительница Александра Григорьевна Дорошенко). Какое-то время они прятали их в Никополе, а затем организовали перевозку в безопасное место. За эти действия в 1998 г. Международный институт исследования Холокоста «Яд ва-Шем» присвоил Вовку, Шкандель и Мизиной звание «Праведники народов мира».
В октябре 1943 г. в связи с разоблачением немецкой службой безопасности подполья ОУН в Никополе, Вовк с семьёй и группой молодых членов ОУН выехали под видом беженцев в Западную Украину. Во время пребывания на Галичине Вовк поддерживал связи с руководством ОУН, командованием УПА, инициативным комитетом по созданию представительства украинского народа. Он получил псевдоним Иван Федорович Вовчук, который использовал до конца жизни.
Вовчук принимает участие в организации и проведении 11-15 июля 1944 г. первого большого сбора украинского Главного освободительного совета, который состоялся в карпатских лесах возле с. Спрыня Самборского уезда. Первый Большой Сбор сформировал и принял основные законодательные документы УГВР — «Уклад», «Платформу» и «Универсал» УГВР, выбрал руководящие органы УГВР: Кирилл Осьмак — президент, Василий Мудрый, доктор Иван Гриньох и Иван Вовчук — первый, второй и третий вице-президенты соответственно, Роман Шухевич — председатель генерального секретариата, он же командующий УПА. Большой сбор УГВР принял присягу воина УПА и другие документы. УГВР ставило себе задачу осуществлять руководство всей национально-освободительной борьбой украинского народа, представлять верховный политический центр всей Украины и украинцев за её пределами.
В августе 1944 г. Вовчук переходит на территорию Словакии. Отсюда, после Словацкого национального восстания — на территорию Германии, где проживал в тяжёлых материальных условиях. Зимой 1945—1946 гг. обосновался в Карлсфельде около Мюнхена. Выполняя поручение ОУН, работал редактором журнала «Освободительная политика».
В феврале 1946 г. ОУН под руководством Степана Бандеры создаёт зарубежные части, членом которых становится Вовчук. Также он остается в 1946—1949 гг. членом зарубежного представительства УГВР (ЗП УГВР). По заданию Провода ОУН в 1949-1950 гг. работает главой Центрального представительства украинских эмигрантов в Западной Германии, участвует в работе редколлегии мюнхенского еженедельника «Украинская трибуна». Там же разыскал своего сына Вадима. После смерти жены — Елизаветы Максимовны Шкандель (Мария Вовчук) в 1950 г. по заданию Провода ОУН переезжает в США. Становится редактором газеты «Национальная трибуна» (1950-1952 гг.), а с 1953 г. возглавляет Организацию Обороны Четырёх Свобод Украины (ООЧСУ) как председатель её главного управления. При этом остается членом Провода ОУН Бандеры. Также возглавляет издательство «Вестник» и одноимённый журнал, через который шла информационная работа среди украинской диаспоры и граждан иностранных государств о ситуации в Украине и борьбы национал-освободительного движения за её независимость.
Был автором многих научных и аналитических статей в украинской прессе и способствовал изданию произведений многих идеологов украинского национализма в вестнике «ООЧСУ». Принимал участие в организации и проведении многих массовых общественно-политических акций: 20-летия Великого Голодомора в Украине (1953 г.), 100-летия рождения Франко (1956 г.), 300-летия победы украинской и татарской армии над московским войском под Конотопом и др.
В октябре 1959 г. как председатель ООЧСУ профессор Вовчук участвовал в похоронах Степана Бандеры, убитого в Мюнхене агентом КГБ СССР Богданом Сташинским. В своей речи Вовчук сказал: «Достойная подруга Великого мужа и многоуважаемая траурная община! Коварная рука отобрала от нас того, кто верил в Украину, боролся всю жизнь за неё, чтобы украинская национальная идея нашла своё завершение в украинском суверенном государстве. Глубину потери, которую пережила нация и Организация Украинских Националистов, которую в течение долгих лет вёл покойный в битвах за украинскую идею, сейчас измерить трудно. Эта потеря с каждым днём будет казаться всё тяжелее. Украинский народ говорит: "Горе-море; пей его, не выпьешь". И вот это горе Украина пьёт уже двести пятьдесят лет. Пьём горе, потому что веры в себя, в свои силы не имеем, а не всегда и не все её лелеем. В двадцатом веке оно приходит периодически через двенадцать, одиннадцать и девять лет. Коварная Москва отнимает от нас тех, кто стал во главе нации против московской оккупации».
В течение двух сроков Вовчук был председателем политического совета Украинского конгрессового комитета Америки (УККА). В 60-70-х гг. XX века профессор Вовчук прикладывал усилия в своей политической деятельности в двух направлениях: раскрытие колониальной политики московского руководства КПСС и СССР в отношении Украины через многочисленные статьи, доклады, выступления. В частности, характерным примером является его выступление на II конгрессе Всемирного Конгресса Свободных Украинцев в ноябре 1973 г. в Торонто перед более чем 1000 делегатов из разных стран, где представлена украинская диаспора. Оно было посвящено консолидации всех национально-политических группировок украинской общественности за рубежом и отстаивания главного принципа ОУН в борьбе за самостоятельное Украинское государство, опираясь на силы собственного народа. Как член Провода ОУН он был ближайшим соратником не только Степана Бандеры, но и Степана Ленкавского, Ярослава Стецько, сотрудничал со СМИ ОУН «Шлях перемоги», «Гомін України», «Визвольний шлях».
14 мая 1979 года после тяжёлой болезни профессор Вовчук умер и был похоронен через три дня близ Питтсбурга (США) на украинском кладбище Святой Троицы. На его могилу председатель ОУН Ярослав Стецько возложил ком земли из Канева, из могилы Кобзаря. В некрологе от имени Провода ОУН под руководством Стецько было сказано: «Незабвенный усопший был пламенным патриотом, человеком глубокой мысли, небудничным интеллектуалом, незаурядным знатоком революционно-освободительных процессов в Украине и в Российской империи. Он был гордостью революционной ОУН. Его труды для подпольной Украины, как и для интеллектуальной украинской элиты находили глубокий отзвук среди патриотических кругов Украины. Его главное, широким кругам неизвестное, творчество было направлено долгие годы, в рядах Провода ОУН, на отрезок идейно-политической борьбы против российского империализма и коммунизма в Украине и в целой империи. Своими эссе и статьями он наносил досадные удары большевистским оккупантам, русским наездникам. Покойный был большой и многогранной индивидуальностью. Большой националистический общественно-политический деятель, чрезвычайно предусмотрительный ум, который иногда в своих проекциях, замыслах и планах опережал своих коллег. Покойный был вдумчивым аналитиком мировых политических процессов и значения места в них Украины, как революционной проблемы мира. Это был гордый националист-революционер, который никогда не склонял знамени революционной ОУН».